# 古釜布沼
古釜布沼（日语：／）或谢列布里亚诺耶湖（俄語：Озеро Серебряное）是国后岛的湖，日本声索属北海道根室振兴局，俄罗斯主张属萨哈林州南库里尔斯克区，长2.5公里，宽0.8公里，面积0.82平方公里，平均深1.2米，最深处2米，集水面积24.4平方公里，底部的淤泥深达40厘米。